# Paul Signac
Paul Signac (født 11. november 1863 i Paris, død 15. august 1935) var en fransk maler.
Han blev som maler impressionist, først i Édouard Manets og Armand Guillaumins fodspor; senere fulgte han Georges Seurat i dennes valg af ublandede farver. Han malede mariner, landskaber, portrætter og dekorative arbejder, som han fra 1886 udstillede på de Uafhængiges Udstilling i Paris. På den franske Kunstudstilling i København 1914 sås flere oliemalerier og tegninger af Signac. Han skrev D'Eugène Delacroix au néo-impressionisme (1899, udkom på tysk i 1910).

## udvalgte værker
- Paul Signac, Portræt af Félix Fénéon, 1890, Museum of Modern Art, New York City
- Capo di Noli, 1898